# Općina Markovci
Općina Markovci (slo.:Občina Markovci) je općina u istočnoj Sloveniji u pokrajini Štajerskoj i statističkoj regiji Podravskoj. Središte općine je naselje Markovci s 429 stanovnika. 

## Zemljopis
Općina Markovci nalazi se u istočnom dijelu Slovenije. Područje općine je prelazno područje između brdovitoga područja Slovenskih Gorica i ravničarske doline rijeke Drave.
U općini vlada umjereno kontinentalna klima. 

## Naselja u općini
Borovci, Bukovci, Markovci, Nova vas pri Markovcih, Prvenci, Sobetinci, Stojnci, Strelci, Zabovci

## Vanjske poveznice
- Službena stranica općina